# Tamatoa VI
Rei Tamatoa VI (c. 1853 - 15 de setembro de 1905) foi o último rei de Raiatea e Tahaa entre 1885 e 1888.

## Biografia
Príncipe Ariimate Teururai nasceu em Huahine, o segundo filho do rei Ari'imate de Huahine. Sua mãe, a princesa Maerehia Tehaapapa de Raiatea, foi o único filho vivo do Rei Tamatoa IV da Ra'iatea. Ela se tornou a rainha reinante de Huahine sob o nome de reinado de teha ' apapa II depois que seu marido foi deposto em 1868.

## Herdeiro do reino Raiatea e Tahaa
Ele foi instalado como rei de Ra'iatea e Taha'a em 1884. Sua coroação aconteceu no dia 22 de janeiro de 1885. Ele tomou o nome de reinado Tamatoa VI.
Seu reinado terminou quando os franceses anexaram as duas ilhas de Ra'iatea e Taha'a em 16 de março de 1888.
Após sua abdicação, ele voltou para sua ilha natal onde mais tarde foi proclamado chefe da Tefarerii na ilha de Huahine em 1895, o mesmo ano em que sua sobrinha Rainha Tehaapapa III foi deposta.

## Casamento e filhos
Casou-se com Tetua-nui Ha'amarurai um Tati (filha de Tamatoa Atiti-Oroi, membro da família Tati de Papara) e tinha três filhos e três filhas:
- Príncipe Tamatoa de Raiatea e Taha'a.
- Príncipe Opuhara Pehupehu Teururai.
- Princesa Tevahineha'amo'eatua Teururai.
- Princesa Teri'imanaiterai Teururai.
- Príncipe Mahine Ta'aroari'i Teururai.
- Príncipe Tefauvero Teururai.

Seus filhos são os pretendentes à família real de Raiatea e Taha'a desde o fim da monarquia nesta ilha.
Morreu em Huahine em 1905.

## Títulos, estilos, honras e braços
- 1853 - 14 de abril 1874: Sua Alteza o Príncipe Ari'imate.
- 14 de abril de 1874 - 1881: Sua Alteza o Príncipe Ari'imate, Ministro da Huahine e Maia'o.
- 1881 - 22 de janeiro 1885: Sua Alteza o Príncipe Herdeiro de Raiatea e Taha'a.
- 22 de janeiro de 1885 - 18 de março de 1888: Sua Majestade o Rei de Raiatea e Taha'a.
- 18 de março de 1888 - 15 de setembro de 1905: Sua Majestade o Rei Ari'imate Tamatoa VI Teururai.